# Anton Lopatine
Ne doit pas être confondu avec Lev Lopatine.
Anton Ivanovitch Lopatine (en russe : Антон Иванович Лопатин) est un militaire russe puis soviétique, né le 18 janvier 1897 et décédé le 9 avril 1965. Il fut un lieutenant général de l'Armée soviétique.

## Biographie

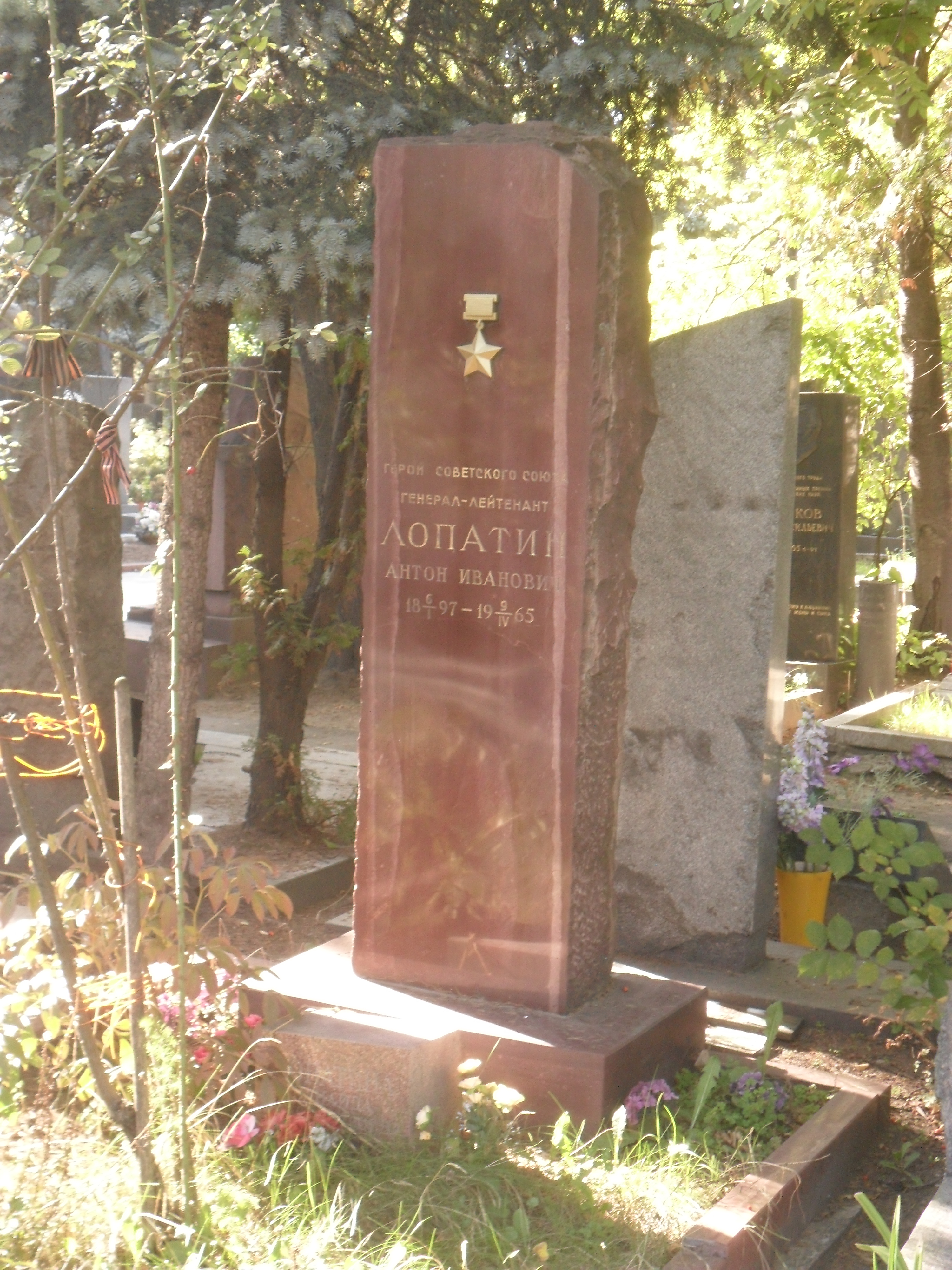
Tombe d'Anton Lopatine à Moscou

Anton Lopatine est né à Kamennaïa (Каменная), dans l'Empire russe, actuellement dans la voblast de Brest, en Biélorussie).
Il fait son service militaire en 1916 et prend part à la Première Guerre mondiale sur le front du sud-ouest.
En 1919, il entre dans l'Armée rouge et adhère au Parti communiste. Durant la guerre civile, il sert dans la cavalerie, en tant que commandant adjoint puis commandant d'escadron, et combat les Armées blanches de Dénikine et Wrangel.
Durant l'entre-deux-guerres, Lopatine suit les cours de l'académie militaire et reçoit le commandement d'une division de cavalerie.
Il commence la Seconde Guerre mondiale comme major général et il est promu lieutenant général en 1942.
En 1941, il commande la 37e armée, au sein du front sud, lors de la bataille de Rostov, où son armée reprend la ville aux Allemands. En août 1942, il est nommé à la tête de la 62e armée, au sein du front de Stalingrad. Son armée nouvellement formée reçoit le choc principal de l'offensive allemande vers Stalingrad, en infériorité constante il est battu plusieurs fois et ne peut empêcher la VI. Armee d'atteindre la ville.
En mars 1943, à la tête de la 11e armée il participe aux opérations qui aboutissent à la reconquête de Demiansk.
De janvier à juillet 1944, il est chef d'état major de la 43e armée, puis il est nommé à sa demande commandant du 13e corps de fusiliers de la Garde qui sert dans le premier front de la Baltique puis le troisième front biélorusse. Il participe ainsi à la reconquête des États baltes puis aux opérations de Prusse-Orientale et à la prise de Königsberg.
Après guerre, il est diplômé de l'académie militaire supérieure Vorochilov en 1947, puis occupe d'importants postes d'état-major dans différents districts militaires avant de prendre sa retraite, en 1954. Il vécut ensuite à Moscou, où il est décédé le 9 avril 1965. Il est enterré au cimetière de Novodevitchi.

## liste des commandements
- 1940 - 1941 : commandant du 31e corps de fusiliers.
- 1941 : commandant 6e corps de fusiliers.
- octobre 1941 - juin 1942 : commandant de la 37e armée.
- juin - juillet 1942 : commandant de la 9e armée.
- Aout - septembre 1942 : commandant de la 62e armée.
- octobre 1942 - avril 1943 : commandant de la 34e armée.
- mars à juillet 1943 : commandant de la 11e armée.
- septembre à octobre 1943 : commandant de la 20e armée.
- 1944 : commandant adjoint de la 43e armée.
- 1944 - 1945 : commandant du 13e corps de fusiliers de la garde.
- 1945 : commandant du 2e corps de fusiliers.

## Décorations
- Héros de l'Union soviétique le 19 avril 1945 (médaille no 7119)
- Ordre de Lénine
- Ordre de l'Étoile rouge
- Ordre du Drapeau rouge
- Ordre de Koutouzov